# Henry Malter
Henry Malter est un rabbin et académicien américain d'origine polonaise du XXe siècle (Zabno, 23 mars 1867 - Philadelphie, 5 avril 1925).

## Éléments biographiques
Il fait ses études à l'école élémentaire de Zabno, en Galicie, puis à l'Université de Berlin (de 1889 à 93) et Heidelberg (où il obtient un Ph.D. en 1894). Il poursuit parallèlement ses études juives à la Veitel Heine-Ephraimsche Lehranstalt, sous la tutelle de Moritz Steinschneider de 1890 à 1898, et à la Berlin Hochschule de 1894 à 1898, qui lui remet son diplôme rabbinique. Il a également été responsable de la bibliothèque scientifique de la communauté juive de Berlin en 1899.
En 1900, il est nommé professeur de philosophie médiévale et d'arabe au Hebrew Union College de Cincinnati ; à partir de 1902, il est également rabbin de la congrégation Sheerith Israel de Cincinnati, une communauté orthodoxe fondée par des immigrants de Cracovie. Il quitte le Hebrew Union College en 1907, du fait de son adhésion au sionisme. À partir de 1909 jusqu'à sa mort, il enseigne au Dropsie College, où il est Professeur de littérature rabbinique.

## Travaux
Parmi ses publications:
- Sifrout Israël, une édition hébraïque du Jewish Litterature de Steinschneider, augmentée de notes bibliographiques
- Die Beschneidung in der Neueren Zeit (in Glasberg's Die Beschneidung, Berlin, 1896)
- Die Abhandlung des Abu Hamid al-Gazzali (Frankfort-on-the-Main, 1896)
- Katalog der von Fischel Hirsch Nachgelassenen Bücher (Berlin, 1899)
- Shem Tob ben Joseph Palquera (1910)
- Saadia Gaon: His Life and His Works Philadelphia, The Jewish publication society of America (1921)
- Treatise Taanit of the Babylonian Talmud

Il a également contribué à diverses revues, dont Ha-Maggid, Ha-Shiloaḥ, Mi-Mizraḥ umi-Ma'arab, Jüdischer Volkskalender, Deborah, American Journal of Semitic Languages, The Hebrew Union College Journal et Annual.